# مربع مستدير
المربع المستدير هي شبكة دولية من المدارس، تعتمد على المفاهيم التعليمية لكورت هان، وتم تسميتها على اسم مبنى مميز في جوردونستون.
تأسست من قبل مجموعة من سبع مدارس في أواخر الستينيات، وبحلول عام 1996، نمت لتصبح 20 مدرسة عضوًا في جميع أنحاء العالم، ومنذ ذلك الحين توسعت لتشمل أكثر من 200 مدرسة. تأسست شركة المربع المستدير في إنجلترا كشركة محدودة بالضمان، وهي مؤسسة خيرية مسجلة.